# 99 TCN
Năm 99 TCN là một năm trong lịch Julius. 